# Ранко Шкрбић
Ранко Шкрбић (Бања Лука, ФНР Југославија, 10. април 1961) српски је универзитетски професор и доктор медицинских наука. Садашњи је декан Медицинског факултета у Бањој Луци. Бивши је министар здравља и социјалне заштите Републике Српске и амбасадор Босне и Херцеговине у Србији.

## Биографија
У Бањој Луци је завршио гимназију и Медицински факултет просјечном оцјеном 9.0. Постдипломске студије је завршио на Свеучилишту у Загребу, гдје је 1991. године одбранио магистарску тезу. На Универзитету у Београду је 1994. одбранио докторску дисертацију на тему Присуство адренергичких серотонинергичких, холинергичких и ВИП рецептора у лингвалним артеријама пса и мајмуна.
Ужа научна област му је фармакологија и токсикологија.
На Универзитету у Јапану је боравио годину дана као стипендиста Владе Јапана на истраживачком студију, након чега завршава и специјализацију из Клиничке фармакологије на Универзитету у Новом Саду. Усавршавао се у Лондону, Бристолу, Стокхолму и Барселони. Радио је на Медицинском факултету у Бањој Луци као професор фармакологије. Оснивач је Националног информативног центра за лијекове Републике Српске, те Института за здравствени менаџмент. Радио је и као регионални координатор PHARE програма ЕЗ за реформу фармацеутског сектора. На положај министра здравља и социјалне заштите Републике Српске је поново изабран 29. децембра 2010. године.
За дописног члана АНУРС у радном саставу изабран је 22. децембра 2021. године.
Ожењен је и има двоје дјеце.